# Le Retour du Saint
Le Retour du Saint (Return of the Saint) est une série télévisée britannique en 24 épisodes de 55 minutes, créée par Leslie Charteris et diffusée entre le 10 septembre 1978 et le 11 mars 1979 sur ITV. Elle a aussi été diffusée aux États-Unis sur le réseau CBS. En France, la série a été diffusée à partir du 30 septembre 1979 sur Antenne 2 avec une sélection de 12 épisodes, puis rediffusée en août septembre 1982 sur la même chaîne et sur M6 et sur Série Club, et au Québec à partir du 3 septembre 1980 sur le réseau TVA.

## Synopsis
Les nouvelles aventures de Simon Templar, dit le Saint. Si ses aventures le mènent partout en Europe, la série est contrairement à celle de Roger Moore tournée en décors naturels. Le Saint version Ian Ogilvy est confronté à un monde plus violent que celui de son prédécesseur mais garde en toute occasion son flegme et son panache. Parmi ses nouvelles missions : sauver une jeune fille kidnappée, affronter un dangereux terroriste, infiltrer un important réseau de trafiquants de drogue, sauver des savants kidnappés par une puissance étrangère, ou encore aider une jeune femme témoin d'un meurtre que personne ne croit.

## Fiche technique
- Titre original : Return of the Saint
- Titre français : Le Retour du Saint
- Créateur : Robert S. Baker
- Producteur exécutif : Robert S. Baker
- Producteur : Anthony Spinner
- Thème musical : Irving Martin et Brian Dee
- Musique : John Scott (Royaume-Uni), Oliver Onions (France)
- Directeur de la photographie : Frank Watts
- Montage : Peter Pitt
- Distribution : Weston Drury Jr.
- Création des décors : John Stoll
- Coordination des cascades : Peter Diamond
- Compagnie de production : ITC
- Compagnie de distribution : ITV

## Distribution

### Acteur principal
- Ian Ogilvy (VF : Daniel Gall) : Simon Templar

### Invités
- Judy Geeson (VF : Béatrice Delfe) : Selma Morell (épisode 1)
- Venantino Venantini : Xexo (épisode 1)
- Joss Ackland : Mila (épisode 2)
- Zienia Merton : Gunther (épisode 2)
- Norman Eshley : Détective Caufield (épisodes 2 et 7)
- Grégoire Aslan : Scorbesi (épisode 8)
- Zienia Merton : Mila (épisode 2)
- Catherine Schell : Samantha (épisode 11)
- Linda Thorson : Diamond (épisode 13)
- Edward Brayshaw : Oscar West (épisodes 16 et 17)
- John Hallam : Bernadotti (épisodes 16 et 17)
- Prentis Hancock : Vic (épisodes 16 et 17)
- Gayle Hunnicutt : Annabelle (épisodes 16 et 17)
- Kate O'Mara : Jeanette (épisodes 16 et 17)
- Stratford Johns : George Duchamp (épisodes 16 et 17)
- Leon Lissek : Pancho (épisodes 16 et 17)
- Cyril Luckham : Coroner (épisodes 16 et 17)
- Joe Lynch : Capitaine Finnigan (épisodes 16 et 17)
- Derren Nesbitt : Inspecteur Lebec (épisodes 16 et 17)
- Michelle Newell : Geneviève (épisodes 16 et 17)
- Wensley Pithey : Franklyn (épisodes 16 et 17)
- Peggy Thorpe-Bates : Mme Cloonan (épisodes 16 et 17)
- Britt Ekland : Laura (épisode 19)
- Jack Hedley : Colonel Dyson (épisode 20)
- Mel Ferrer : Docteur Paolo Broli (épisode 21)
- Elsa Martinelli : Renata Lucci (épisode 21)
- Murray Head (VF : Pierre Arditi) : Pierre (épisode 24)

## Épisodes
1. Double jeu (The Juda’s Game)
2. Duel à Venise (Duel in Venice)
3. Le Cauchemar (The Nightmare Man Is)
4. Chasse à l'homme (One Black September)
5. Le Village perdu (The Village that Sold Its Soul)
6. Vengeance (Assault Force)
7. Le Héros (Yesterday’s Hero)
8. Le général s'en va-t-en guerre (The Poppy Chain)
9. L'Arrangement (The Arrangement)
10. Le Choix impossible (The Armageddon Alternative)
11. Le Professeur imprudent (The Imprudent Professor)
12. Feu rouge (Signal Stop)
13. Le Charme italien (The Roman Touch)
14. Une mort si peu naturelle (Tower Bridge Is Falling Down)
15. Les Collectionneurs (The Debt Collectors)
16. Le voilier [1/2] (Collision Course: The Brave Goose)
17. Le voilier [2/2] (Collision Course: The Sixth Man)
18. La Vie de château (Hot Run)
19. Le Syndicat du meurtre (The Murder Cartel)
20. Le Dossier Obono (The Obono Affair)
21. Cercle vicieux (Vicious Circle)
22. Sabotage (Dragonseed)
23. Rendez-vous à Florence (Appointment in Florence)
24. La Fille du diplomate (The Diplomat’s Daughter)

## Commentaires
Cette série fait suite à la série Le Saint, mais elle n'a pas eu le succès escompté. Six saisons étaient prévues à la suite d'un accord entre Robert S. Baker, Lew Grade, Leslie Charteris et via sa société de production Tribune Roger Moore. Un producteur d'Hollywood, Anthony Spinner, est venu spécialement superviser les scénarios afin que la série plaise au public américain. En effet, à la différence de la version avec Roger Moore, la série a été tournée en décors naturels (La France avec la Camargue, la côte d'Azur et l'Italie avec Cortina d'Ampezzo, Venise, Porto Ercole, Rome), ce qui occasionnait des coûts de productions élevés et la nécessité d'une garantie de diffusion sur une chaîne américaine. Robert S. Baker voulait éviter de renouveler l'expérience de Amicalement vôtre, série qu'il avait dû annuler après une saison en raison de l'insuccès aux Etats-Unis. Le budget d'un épisode était de 300.000 dollars.
A l'origine, la production envisageait d'intituler la série Le fils du Saint mais l'idée fut abandonnée. Robert S. Baker était conscient de la pression qui reposait sur les épaules de Ian Ogilvy : "Pour le public, Roger Moore est resté très présent dans le rôle du Saint. Par conséquent, cela a été assez dur pour Ian de prendre la relève de Roger, tout comme cela a été dur pour Roger de prendre la relève dans le rôle de James Bond".
Dans la série, Simon Templar pilote une  Jaguar XJS blanche et pour la première fois une moto, une BMW RC100RS 1000 cm3. Cette idée vint de Ian Ogilvy : "C'était mon idée de voir Templar utiliser une moto en plus de sa Jaguar car, dans certains cas, une moto peut être beaucoup plus pratique qu'une voiture". La BMW apparaît dans trois épisodes (Le choix impossible, Le charme italien, La fille du diplomate).
Vendue dans 73 pays, la série rapporta six millions de dollars à la chaîne britannique ITC. Elle fut vendue à des pays aussi divers que le Canada, le Mexique, la Colombie, Taïwan et les Philippines. Ian Ogilvy déclara en juin 1991 : "L'arrêt de la série fut un choc pour moi. J'ai gagné 50 000 livres sterling mais rien touché sur les rediffusions ou la vente des cassettes vidéo".
Dans cette adaptation, contrairement à celles avec Roger Moore (1962-69) et Simon Dutton (1989), le personnage de l'inspecteur Teal n'apparaît pas.

## Analyse de la série
On observe avec Le retour du Saint, par rapport à la série jouée par Roger Moore de 1962 à 1969, la même évolution que connut Chapeau Melon et Bottes de Cuir entre la période Diana Rigg/Linda Thorson et celle des The New Avengers avec Joanna Lumley et Gareth Hunt : les intrigues des années 70 sont plus réalistes et violentes, et se démarquent de l'humour et de folie des sixties. Dans les deux cas, le genre fantastique/science-fiction n'est plus abordé.
À l'époque triomphe au Royaume Uni la série Regan("The Sweeney") avec John Thaw très violente. Dans ce contexte, alors que la série devait plaire au public américain, il fallait gommer toute violence, ITC fit venir d'Hollywood le producteur Anthony Spinner qui eut le plus grand mal à imposer ses idées. Spinner finit par avoir des différends avec Ian Ogilvy en voulant donner un ton plus léger aux scénarios. Spinner expliquera l'échec de la série aux États-Unis par l'orientation de l'équipe britannique qu'il n'a pu inverser.
Bien que physiquement, Ogilvy évoque beaucoup Roger Moore, son interprétation est plus proche de celle que sera son successeur Simon Dutton dans le style dur et réaliste, mais en gardant son flegme et son humour. Le Retour du Saint constitue donc une adaptation intermédiaire entre la première version décontractée (1962-69) et celle plus proche des romans de Charteris de 1989. Le Retour du Saint, tout comme The New Avengers semble avoir été un peu en avance sur son temps. En effet, de 1977 à 1983, la série policière britannique Les Professionnels avec Lewis Collins et Martin Shaw  connaîtra cinq saisons et 57 épisodes en choisissant la thématique des intrigues réalistes et violentes.
La grande faiblesse du "Retour du Saint" réside cependant dans les scénarios qui par rapport à l'époque Moore perdent en inventivité et n'ont plus, de prés ou de loin, aucun rapport avec les nouvelles et romans de Leslie Charteris. ITC semble avoir beaucoup misé sur le tournage onéreux en décors naturels, après celui dans les studios d'Elstree de la première version. L'interprétation de Ian Ogivly  n'est pas en cause. On ne lui a pas donné à défendre des histoires assez fouillées et structurées. Ian Ogilvy a cependant donné son avis sur les scripts à Leslie Charteris en personne et été écouté, notamment lorsqu'Anthony Spinner écrivit un épisode l'opposant à des vampires : "Prince of Darkness". Charteris exigea et obtint que l'épisode soit purement et simplement supprimé.

## Anecdotes
- Avant le tournage, Leslie Charteris n'avait jamais entendu parler de Ian Ogilvy. Il regarda à la télévision "Moll Flanders", téléfilm de 1975 de Donald McWhinnie d'après le roman de Daniel Defoe. C'était un rôle en costumes. Charteris le trouva très bon et se dit qu'il pourrait faire un très convaincant Saint.
- Leslie Charteris trouvait Ian Ogilvy "trop gentil". En septembre 1977, l'auteur écrivit une lettre au comédien pour reconnaître qu'il s'était trompé.
- Plusieurs comédiens de la version Roger Moore participèrent à la nouvelle série : citons Grégoire Aslan, Jack Hedley, Marne Maitland, Derren Nesbitt, Burt Kwouk, Ian Hendry, Geoffrey Keen, Annette Andre, Kate O'Mara
- L'auteur Leslie Charteris se vit offrir de jouer un figurant dans l'épisode Le Voilier ce qu'il accepta.
- L'épisode en deux parties "Le voilier" a deux titres français, il est parfois diffusé sous le titre "L'accident".
- Ce furent les retrouvailles de Linda Thorson et Ian Ogilvy après l'épisode de la saison 6 de "Chapeau melon et bottes de cuir" : "Mais qui est Steed?" (They Keep Killing Steed) dans lequel Ogivly jouait le séduisant baron Von Curt en 1968, sa première apparition connue en France (diffusion 1969).
- Gayle Hunnicutt, qui joue dans l'épisode "Le Voilier", reviendra dans la série suivante comme partenaire de Simon Dutton dans l'épisode "La filière brésilienne".
- Robert S. Baker et le chargé de production Malcolm Christopher pensaient que Ian Ogilvy était un bien meilleur acteur que Roger Moore, mais sans son charisme. En tournage à Rome, l'équipe de tournage du "Retour du Saint" rencontre Roger Moore en vacances avec sa femme. Toute l'équipe s'est ruée sur Roger et le pauvre Ian est resté tout seul[1].
- Antenne 2 s'est longtemps contenté d'un achat réduit de 12 épisodes sur 24 qu'elle diffusa en 1979 et 1982. Il fallut attendre M6 pour pouvoir voir l'intégrale.
- Les comédiens qui ont joué Simon Templar ont souvent été pressentis pour interpréter ensuite James Bond, ce qui fut le cas de Roger Moore. Ian Ogilvy a été trois fois sur les rangs pour ne pas être retenu, tandis que le Saint 1987 Andrew Clarke s'est vu proposer en 1986 un contrat pour jouer Bond qu'il a refusé car l'engagement était de dix ans.
- Ian Ogilvy et Roger Moore ont joué dans un téléfilm du Saint en 2017 (diffusé après le décès de Roger Moore), "The Saint", dans lequel Templar était interprété par Adam Rayner. Ian Ogilvy y incarne un banquier et Roger Moore le personnage énigmatique de Jasper.

## Produits dérivés

### Disque
45t "Taking It Easy" par Oliver Onions Bande originale de la série Le Retour du Saint 

### DVD
Deux coffrets édités par LCJ Productions 
Coffret 1 12 épisodes LCJ Productions 
Coffret 2 12 épisodes LCJ Productions 